# Biguanid
Biguanid ist eine chemische Verbindung. Von ihrer chemischen Struktur leiten sich die zur Behandlung der Zuckerkrankheit (Diabetes mellitus) eingesetzten Biguanide ab.

## Gewinnung und Darstellung
Biguanid kann durch Reaktion von Dicyandiamid mit Ammoniak gewonnen werden.
{\displaystyle \mathrm {C_{2}H_{4}N_{4}+NH_{3}\longrightarrow C_{2}H_{7}N_{5}} }
Biguanid wurde zuerst 1879 durch Bernhard Rathke synthetisiert.

## Eigenschaften
Biguanid ist eine farbloser, kristalliner Feststoff, der sich in Wasser mit stark alkalischer Reaktion löst.

## Verwendung
Das Sulfat dient zur Bestimmung von Kupfer und Nickel. Von der Verbindung leiten sich Antidiabetika (Metformin, Buformin),  Antimalariamittel (Proguanil) oder Viruzide (Moroxydin) und andere Arzneistoffe (zum Beispiel Chlorhexidin), Komplexierungsmittel und andere chemische Verbindungen ab.

## Umweltrelevanz
Biguanid wird in der Umwelt und der Kläranlage in Guanylharnstoff abgebaut, eine ökotoxische Substanz, die einen teratogene Effekte hat und im Verdacht steht endokrine Effekte in Richtung Feminisierung bei Fischen zu haben.

## Externe Links zu erwähnten Verbindungen
1. ↑  Externe Identifikatoren von bzw. Datenbank-Links zu Buformin:  CAS-Nr.: 692-13-7, EG-Nr.: 211-726-4, ECHA-InfoCard: 100.010.662, PubChem: 2468, ChemSpider: 2374, DrugBank: DBDB04830, Wikidata: Q715104.
2. ↑  Externe Identifikatoren von bzw. Datenbank-Links zu Moroxydin:  CAS-Nr.: 3731-59-7, EG-Nr.: 223-093-1, ECHA-InfoCard: 100.020.994, PubChem: 71655, ChemSpider: 64715, DrugBank: DBDB13597, Wikidata: Q781304.